# Brady Austin
Brady Austin, född 16 juni 1993, är en kanadensisk professionell ishockeyback som är kontrakterad till NHL-organisationen Columbus Blue Jackets och spelar för deras primära samarbetspartner Cleveland Monsters i AHL.
Han har tidigare spelat på NHL-nivå för Buffalo Sabres och på lägre nivåer för Rochester Americans  i AHL, Elmira Jackals i ECHL och  London Knights, Belleville Bulls och Erie Otters i OHL.
Austin draftades i sjunde rundan i 2012 års draft av Buffalo Sabres som 193:e spelare totalt.
Den 7 oktober 2017 skrev han på för Columbus Blue Jackets farmarlag, Cleveland Monsters, i AHL.
Han plockades upp till Blue Jackets träningsläger den 12 september 2018.

## Statistik
| 2008–2009  | Central Ontario Wolves | ETA        | 60  | 25 | 27 | 52  | 72  | —  | — | — | — | — |
| 2009–2010  | Erie Otters            | OHL        | 64  | 5  | 10 | 15  | 24  | 4  | 0 | 0 | 0 | 0 |
| 2010–2011  | Erie Otters            | OHL        | 59  | 1  | 12 | 13  | 47  | 7  | 0 | 0 | 0 | 0 |
| 2011–2012  | Belleville Bulls       | OHL        | 68  | 6  | 20 | 26  | 59  | 6  | 1 | 0 | 1 | 0 |
| 2012–2013  | Belleville Bulls       | OHL        | 64  | 8  | 15 | 23  | 22  | 17 | 0 | 5 | 5 | 6 |
| 2013–2014  | Belleville Bulls       | OHL        | 7   | 1  | 4  | 5   | 6   | —  | — | — | — | — |
|            | London Knights         | OHL        | 60  | 8  | 20 | 28  | 36  | 4  | 1 | 2 | 3 | 2 |
| 2014–2015  | Rochester Americans    | AHL        | 66  | 1  | 9  | 10  | 31  | —  | — | — | — | — |
|            | Elmira Jackals         | ECHL       | 1   | 0  | 0  | 0   | 0   | —  | — | — | — | — |
| 2015–2016  | Rochester Americans    | AHL        | 72  | 2  | 9  | 11  | 37  | —  | — | — | — | — |
| 2016–2017  | Buffalo Sabres         | NHL        | 5   | 0  | 0  | 0   | 4   | —  | — | — | — | — |
|            | Rochester Americans    | AHL        | 72  | 4  | 8  | 12  | 59  | —  | — | — | — | — |
| 2017–2018  | Cleveland Monsters     | AHL        | 65  | 6  | 17 | 23  | 42  |    |   |   |   |   |
| NHL totalt | NHL totalt             | NHL totalt | 5   | 0  | 0  | 0   | 4   | —  | — | — | — | — |
| AHL totalt | AHL totalt             | AHL totalt | 275 | 13 | 43 | 56  | 169 | —  | — | — | — | — |
| OHL totalt | OHL totalt             | OHL totalt | 322 | 29 | 81 | 110 | 194 | 38 | 2 | 7 | 9 | 8 |